# Liolaemus huacahuasicus
Liolaemus huacahuasicus este o specie de șopârle din genul Liolaemus, familia Tropiduridae, descrisă de Laurent 1985. A fost clasificată de IUCN ca specie vulnerabilă. Conform Catalogue of Life specia Liolaemus huacahuasicus nu are subspecii cunoscute.